# Scum (album)
Az 1987-es Scum a Napalm Death első nagylemeze. A lemez első oldalát 1986 augusztusában rögzítették, eredetileg egy Atavistickel közös lemezen jelent volna meg. A Napalm Death-ben végbement tagcserék után 1987 májusában rögzítették a második oldalt. Csak Mick Harris dobos játszik mindkét oldalon.
A You Suffer szerepel a Guinness Rekordok Könyvében, mint a világ legrövidebb dala: pontosan 1,316 másodpercig tart. A borítót Jeffrey Walker tervezte, több színben (narancssárga, arany, zöld, kék és sárga) jelent meg.
Az album bekerült az 1001 lemez, amit hallanod kell, mielőtt meghalsz című könyvbe.

## Az album dalai
| 1.  | Multinational Corporations | Nicholas Bullen             | 1:06 |
| 2.  | Instinct of Survival       | Justin Broadrick, Bullen    | 2:26 |
| 3.  | The Kill                   | Broadrick, Bullen           | 0:23 |
| 4.  | Scum                       | Broadrick, Bullen           | 2:38 |
| 5.  | Caught... In a Dream       | Broadrick, Bullen, Ratledge | 1:47 |
| 6.  | Polluted Minds             | Broadrick                   | 0:58 |
| 7.  | Sacrificed                 | Bullen                      | 1:06 |
| 8.  | Siege of Power             | Bullen                      | 3:59 |
| 9.  | Control                    | Broadrick, Bullen           | 1:23 |
| 10. | Born on Your Knees         | Broadrick, Bullen           | 1:48 |
| 11. | Human Garbage              | Broadrick, Bullen           | 1:32 |
| 12. | You Suffer                 | Broadrick, Bullen           | 0:01 |

| 1.  | Life?                   | Napalm Death | 0:43 |
| 2.  | Prison without Walls    | Napalm Death | 0:38 |
| 3.  | Point of No Return      | Napalm Death | 0:35 |
| 4.  | Negative Approach       | Napalm Death | 0:32 |
| 5.  | Success?                | Napalm Death | 1:09 |
| 6.  | Deceiver                | Napalm Death | 0:29 |
| 7.  | C.S.                    | Napalm Death | 1:14 |
| 8.  | Parasites               | Napalm Death | 0:23 |
| 9.  | Pseudo Youth            | Napalm Death | 0:42 |
| 10. | Divine Death            | Napalm Death | 1:21 |
| 11. | As the Machine Rools On | Napalm Death | 0:42 |
| 12. | Common Enemy            | Napalm Death | 0:16 |
| 13. | Moral Crusade           | Napalm Death | 1:32 |
| 14. | Stigmatized             | Napalm Death | 1:03 |
| 15. | M.A.D.                  | Napalm Death | 1:34 |
| 16. | Dragnet                 | Napalm Death | 1:01 |

## Közreműködők

### Első oldal
- Nik Napalm – ének, basszusgitár
- Justin Broadrick – gitár, ének
- Mick Harris – dob

### Második oldal
- Lee Dorrian – ének
- Jim Whitely – basszusgitár
- Bill Steer – gitár
- Mick Harris – dob, ének

## Fordítás
Ez a szócikk részben vagy egészben a Scum (Napalm Death album) című angol Wikipédia-szócikk ezen változatának fordításán alapul.  Az eredeti cikk szerkesztőit annak laptörténete sorolja fel. Ez a jelzés csupán a megfogalmazás eredetét és a szerzői jogokat jelzi, nem szolgál a cikkben szereplő információk forrásmegjelöléseként.